# Dronningens Centralkomité af 1914
Dronningens Centralkomité af 1914 var en velgørende fond, der samlede ind til nødstedte familier.
Organisationen, der de første år hed Centralkomiteen af 1914. Dronningens Indsamling, refererede i navnet til sin stifter, dronning Alexandrine, der tog initiativet spontant i forbindelse med 1. verdenskrig.
I 1919 ændres navnet til Dronningens Centralkomité af 1914. Fonden var organiseret som en selvejende institution under Københavns Kommunes magistrats 3. afdeling.
I 1983 blev fonden nedlagt og midlerne overført til Kong Frederik d. IX og Dronning Ingrids fond til humanitære og kulturelle formål. 